# Sphyrna corona
A Sphyrna corona a porcos halak (Chondrichthyes) osztályának kékcápaalakúak (Carcharhiniformes) rendjébe, ezen belül a pörölycápafélék (Sphyrnidae) családjába tartozó faj.

## Előfordulása
A Sphyrna corona elterjedési területe a Csendes-óceán keleti fele, Mexikó déli részétől Peru északi részéig. Lehet, hogy a Kaliforniai-öbölben is él.

## Megjelenése
Ez a pörölycápa legfeljebb 92 centiméter hosszú. Lehet, hogy a legkisebb pörölycápafaj.

## Életmódja
Trópusi, tengeri hal, amely feltételezések szerint a folyótorkolatokba is beúszik. Legfőbb élőhelye a kontinentális self. A tengerfenék közelében tartózkodik.

## Szaporodása
A Sphyrna corona elevenszülő hal. Egy alomban körülbelül 2 kis cápa van.

## Felhasználása
Ezt a cápát, csak kisebb mértékben halásszák. Az emberre nem veszélyes.